# Hito ni Yasashiku
«Hito ni Yasashiku» (人 に やさしく, ser amable con la gente?) es el primer sencillo de la banda japonesa The Blue Hearts. Fue lanzado por primera vez en un sello independiente el 25 de febrero de 1987, antes de que la banda firmó con una empresa discográfica. Letra y música fueron escritas por Hiroto Komoto, vocalista de la banda, y fue organizada por The Blue Hearts. La portada del sencillo fue diseñada por Junnosuke Kawaguchi, el bajista de la banda.
La pista B-side en el sencillo fue "Hammer (48-Oku no Blues)", que fue escrito por Masatoshi Mashima, el guitarrista de la banda.

## Grabación original
La canción fue originalmente lanzado como sencillo en un sello independiente. Fue lanzado de nuevo como un sencillo después que la banda firmó con un sello discográfico. La nueva versión, sin embargo, fue remezclado y la grabación original se puede encontrar solamente en la grabación analógica del sencillo.

## Otro lanzamientos
La canción fue lanzada también en los álbumes siguientes:
- Just a Beat Show
- Meet the Blue Hearts
- East West Side Story
- Super Best
- Live All Sold Out
- Yaon Live on '94 6.18/19

## Medios relacionados
La canción apareció en Fuji Television del mismo nombre en el 2002.